# Adelognathus
Adelognathus is een geslacht van gewone sluipwespen (Ichneumonidae). De wetenschappelijke naam werd voor het eerst geldig gepubliceerd door August Holmgren in 1857.
Adelognathus is het enige geslacht uit de subfamilie Adelognathinae. Er zijn ongeveer 46 soorten beschreven die voorkomen in het Holarctisch gebied.

## Leefwijze
Soorten uit Adelognathus zijn klein, meestal niet langer dan 4 mm, en voor zover bekend zijn het externe parasitoïden van de larven van zaagwespen en bladwespen (Pamphiliidae en Tenthredinidae). De wijfjes leggen eitjes op deze larven en de larven voeden zich ermee.
Sommige soorten als Adelognathus leucotrochi uit het Verenigd Koninkrijk zijn koinobiont, dat wil zeggen dat de gastheer enkel tijdelijk wordt verlamd door de sluipwesp bij het leggen van de eitjes, maar daarna terug mobiel wordt en doorgaat met vreten gedurende het eerste deel van de ontwikkeling van de parasitoïdelarve.  A. leucotrochi gebruikt de larven van Nematus leucotrochus als gastheer. Andere soorten waaronder Adelognathus difformis (die Platycampus luridiventris parasiteert) en Adelognathus cubiceps  (die Pontania-soorten parasiteert) zijn idiobiont: zij verlammen de gastheer volledig en permanent en doden hem uiteindelijk.
De larven voeden zich met hemolymfe of ander weefsel van hun gastheer aan een wonde die de wesp met haar mandibels heeft gemaakt. De ontwikkeling van de larven gebeurt gewoonlijk zeer snel; bij A. leucotrochi in ongeveer 70 uur. Gedurende die periode doorlopen ze vijf stadia (instars), waarna ze de gastheer verlaten en in een cocon de winter doorbrengen.

## Soorten
- Adelognathus acantholydae
- Adelognathus aciculatus
- Adelognathus adventor
- Adelognathus americanus
- Adelognathus brevicornis
- Adelognathus brevis
- Adelognathus britannicus
- Adelognathus cephalotes
- Adelognathus chelonus
- Adelognathus chrysopygus
- Adelognathus ctenonyx
- Adelognathus cubiceps
- Adelognathus dealbatus
- Adelognathus difformis
- Adelognathus dorsalis
- Adelognathus elongator
- Adelognathus eurus
- Adelognathus facialis
- Adelognathus flavopictus
- Adelognathus formosus
- Adelognathus frigidus
- Adelognathus genator
- Adelognathus laevicollis
- Adelognathus leucotrochi
- Adelognathus longithorax
- Adelognathus maculosus
- Adelognathus marginellus
- Adelognathus nigriceps
- Adelognathus nigrifrons
- Adelognathus obscurus
- Adelognathus pallipes
- Adelognathus palpalis
- Adelognathus pilosus
- Adelognathus pumilio
- Adelognathus puncticollis
- Adelognathus punctulatus
- Adelognathus pusillus
- Adelognathus rufithorax
- Adelognathus stelfoxi
- Adelognathus tenthredinarum
- Adelognathus tetratinctorius
- Adelognathus thomsoni
- Adelognathus trochanteratus
- Adelognathus tumidus
- Adelognathus ungularis
- Adelognathus ussuriensis
- Adelognathus xenocerus